# Potentilla ranunculoides
Potentilla ranunculoides là loài thực vật có hoa trong họ Hoa hồng. Loài này được Kunth miêu tả khoa học đầu tiên năm 1824.